# قائمة البعثات الدبلوماسية في أوسيتيا الجنوبية

خريطة البعثات الدبلوماسية في أوسيتيا الجنوبية
أوسيتيا الجنوبية
الدول التي لديها سفارة في أوسيتيا الجنوبية.
الدول التي لها مكتب تمثيلي في أوسيتيا الجنوبية.
الدول التي لديها سفارة غير مقيمة في أوسيتيا الجنوبية.

يسرد هذا المقال البعثات الدبلوماسية في أوسيتيا الجنوبية. أوسيتيا الجنوبية هي منطقة انفصلت عن جورجيا في عام 1991 وحصلت على أول اعتراف دولي بها بعد حرب أوسيتيا الجنوبية 2008. تم الاعتراف بالبلد من قبل أبخازيا وناورو وناغورني قرة باغ ونيكاراغوا وروسيا وترانسنيستريا وفنزويلا. في الوقت الحاضر ، تستضيف العاصمة تسخينفالي سفارتين ومكتب تمثيلي واحد. يقيم سفيرا فنزويلا ونيكاراغوا في موسكو.

## السفارات

### تسخينفالي
- أبخازيا[1][2]
- روسيا[3][4]

## مكاتب التمثيل
- ترانسنيستريا[5]

## السفارات غير المقيمة
- نيكاراغوا (موسكو)[6]
- فنزويلا (موسكو)[7]